# Rio di Pusteria
Pour les articles homonymes, voir Mühlbach.
Rio di Pusteria (en allemand, Mühlbach) est une commune italienne d'environ 3 100 habitants située dans la province autonome de Bolzano dans la région du Trentin-Haut-Adige dans le nord-est de l'Italie.

## Géographie
- Lac de Rio di Pusteria

## Administration
| Période                                  | Période | Identité | Étiquette | Qualité |
| ---------------------------------------- | ------- | -------- | --------- | ------- |
|                                          |         |          |           |         |
| Les données manquantes sont à compléter. |         |          |           |         |

### Hameaux
Maranza, Spinga, Valles

### Communes limitrophes
Les communes limitrophes sont  Campo di Trens, Fortezza, Naz-Sciaves, Rodengo, Val di Vizze et Vandoies.